# Sony Mustivar
Sony Mustivar (n. 12 februarie 1990, Aubervilliers, Franța) este un fotbalist francez care în prezent joacă pentru echipa din MLS, Sporting Kansas City.

## Carieră
Sony a jucat fotbal de-alungul copilăriei la CFF Paris, înainte de a se muta înapoi în orașul său natal, Aubervilliers. El și-a început cariera de fotbalist în Corsica, la Bastia. Sony nu a jucat foarte multe meciuri din cauza a mai multor accidentări. În 2012 și-a făcut debutul în România, la Petrolul Ploiești.

## Palmares
- Cupa României: 2012–2013